# Basilika La Merced (Quito)

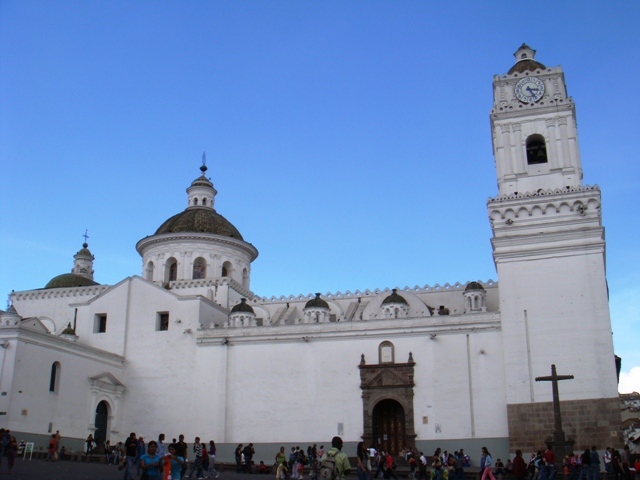
Seitenfassade der Basilika

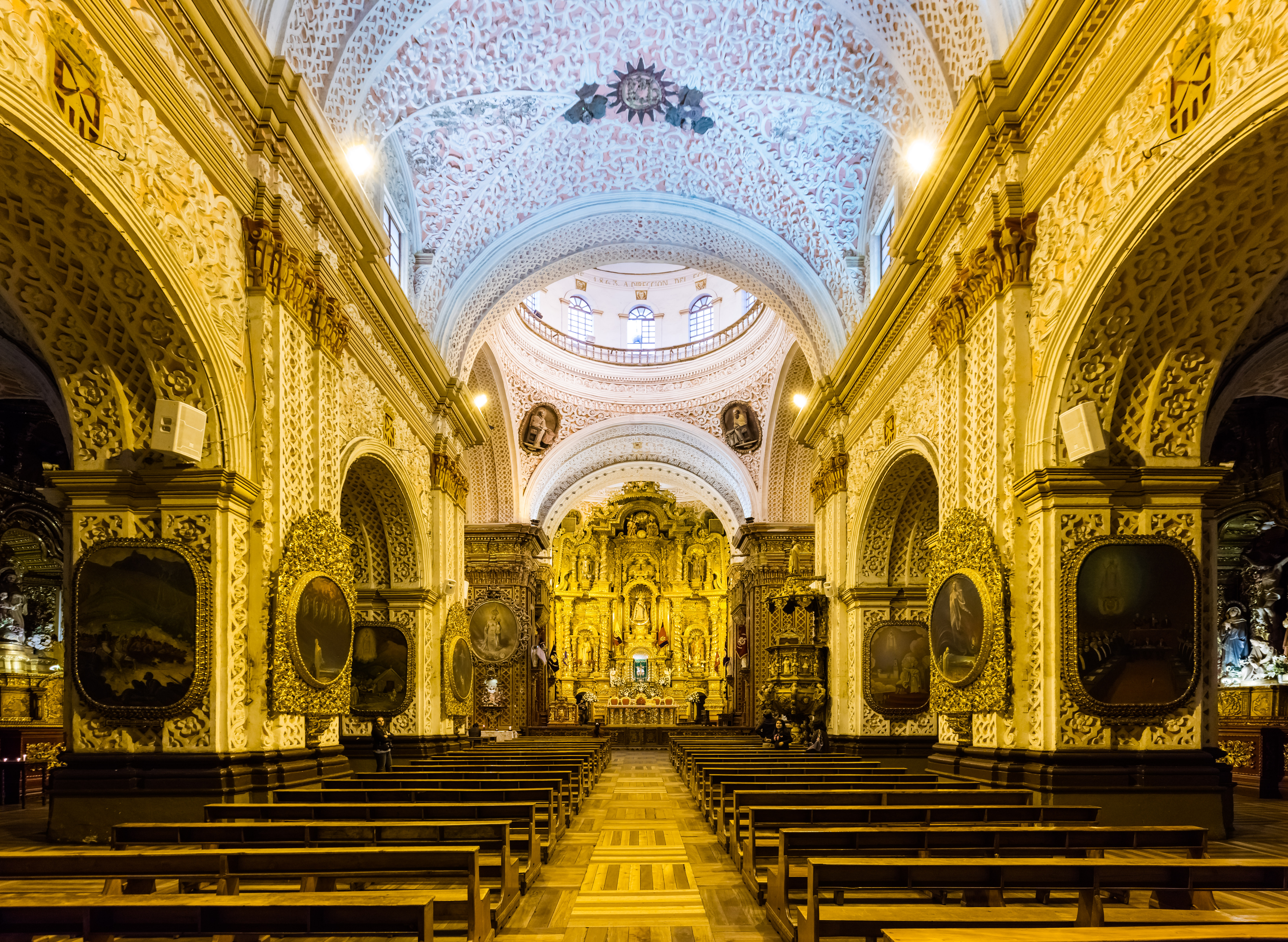
Innenraum der Basilika

Die Basílica Nuestra Señora de la Merced (deutsch Basilika Unserer Lieben Frau der Barmherzigkeit) ist eine römisch-katholische Kirche in Quito, der Hauptstadt Ecuadors. Die Klosterkirche der Mercedarier trägt den Titel einer Basilica minor. Sie ist die Kathedrale des Militärordinariates von Ecuador.

## Geschichte
Die  Vorgängerkirche San Juan de Letrán aus dem 16. Jahrhundert war auf einem Inkatempel errichtet worden und fiel 1698 einem Erdbeben zum Opfer. Der Bau der heutigen Kirche des Mercedarierklosters begann 1701 nach Plänen von José Jaime Ortiz, der Turm wurde 1736 fertiggestellt und die Basilika wurde 1747 mit der Widmung Maria vom Loskauf der Gefangenen geweiht. 
1778 wurde die Kirche durch ein Erdbeben wesentlich beschädigt. Beim Wiederaufbau bis 1789 wurde für den Glockenturm eine 5700 Kilogramm schwere Glocke als größte der Stadt vor Ort gegossen.
Die Kirche wurde 1920 durch Benedikt XV. als erste Kirche Ecuadors in den Rang einer Basilica minor erhoben. Die Basilika ist seit 1978 Teil des UNESCO-Weltkulturerbes der Altstadt von Quito, die als erste Altstadt diesen Status erhielt.

## Architektur
Die dreischiffige Basilika hat eine Vierungskuppel mit Laterne als Zentralpunkt der Tonnengewölbe in Langhaus und Querschiff. Über dem Altarraum und den Seitenschiffen befinden sich weitere Kuppeln. Außer den Eingangsportalen mit Steinverkleidungen ist die ganze Fassade weiß gestaltet. Auf der linken Eingangsseite steht ein 47 Meter hoher, quadratischer Glockenturm.  Der barocke Innenraum ist reich ausgestaltet mit geschnitzten und vergoldeten Altären, Gemälden und Ornamenten an allen Wand- und Deckenflächen. Der Hauptaltar wurde von Bernardo de Legarda geschnitzt und gebaut. In der Sakristei sowie im Inneren der Kirche befinden sich mehrere Werke des Künstlers Victor Mideros vom Anfang des 20. Jahrhunderts.